# アメリカ (1940年の客船)

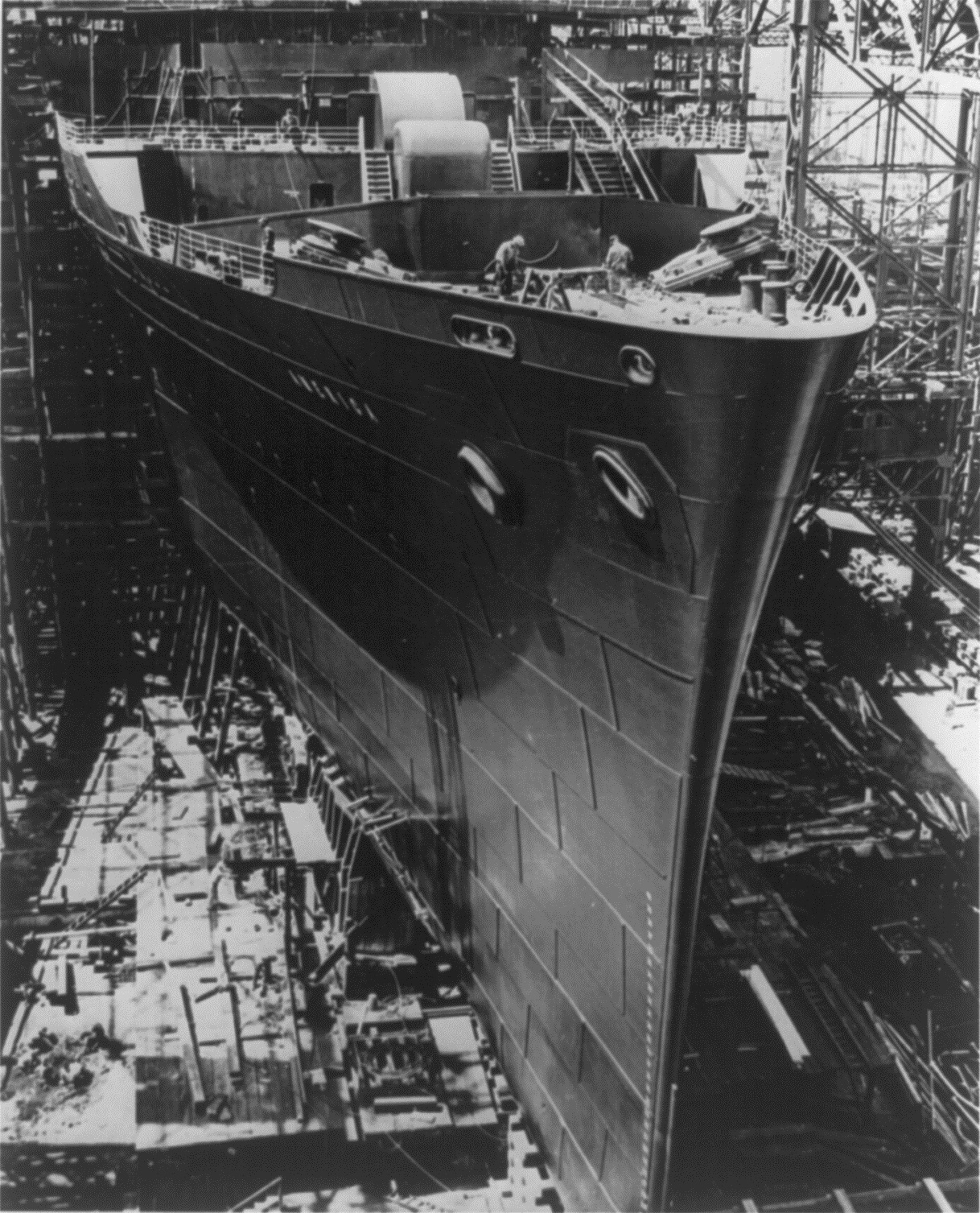
建造中のSSアメリカ

アメリカ号（SS America）は、ユナイテッド・ステイツ・ライナー社により1940年に建造された蒸気船オーシャン・ライナーである。1994年に難破するまでに多くの人を運んだ。その間、SSアメリカ、USSウェスト・ポイント、SSオーストラリア、SSイタリア、SSノガ、SSアルファドス、SSアメリカン・スターと何度も名前を変えている。船主もユナイテッド・ステイツ・ライナー社、アメリカ合衆国海軍、ギリシャのChandrisグループなど何度も変わっている。1941年にはナチのスパイも乗船している。

## 経歴

### 竣工から第二次大戦初期
アメリカ号はノースロップ・グラマン・ニューポート・ニューズによって、1938年8月2日にバージニア州のニューポートニューズで起工された。内装は女性がデザインした、当時としては数少ないオーシャン・ライナー（大洋を横断する船）であった。1939年8月31日にはエレノア・ルーズベルトの後援で進水した。1940年8月22日に、ユナイテッド・ステイツ・ライナー社の主力船として処女航海を行った。
初期のアメリカ号では、一等船客543人、二等船客418人、三等船客241人、船員643人を乗せられるよう設計された。船室は建築家のEggers & Higginsによってデザインされた。ヨーロッパで第二次世界大戦が勃発してもしばらくの間はアメリカ合衆国は中立であったため、アメリカ号は両舷に大きな国旗を掲げて航行し、夜は電飾が点った。しかし1941年1月3日からは触雷防止策が施されることになった。
大戦中は、ナチのスパイも船員として紛れ込んでいた。彼らは船舶の航行やパナマ運河に関する軍事情報を得ていた。彼らは後にFBIにより他の31のスパイと同時に摘発された。

### 海軍時代
1941年5月28日にヴァージン諸島セント・トーマス島でアメリカ合衆国海軍に徴発され、6月1日に兵員輸送のためにアメリカ合衆国海軍バージニア州ノーフォークに係留された。船名もUSSウェスト・ポイント（USS West Point:AP-23）に変更された。
その後すぐにニューヨークに向かい、スタテンアイランド検疫所に停泊中にイタリア人137人とドイツ人327人（いずれもすでに国交を停止していた国の領事や関係者）を乗せ、同日14時55分に出向して6月23日にポルトガルのリスボンに着いた。そこでポルトガル海軍や外交官の訪問を受けた。6月23日にはイタリア人を上陸させ、翌24日にはドイツ人も上陸させた。その後、321人のアメリカ人と67人の中国人（領事や関係者）をアメリカ本国に連れて帰ることになった。USSウェスト・ポイントは8月1日に帰国した。
11月初旬にはカロライナで、第55旅団のハートフォードシャー-ベッドフォードシャー大隊の5,202人らを乗せて、他の5隻とともにHS-124護送船団としてインドに向かった。12月9日に喜望峰を回り、12月23日には船団は二手に分かれた。USSウェスト・ポイントのいる14.1船団はイギリス重巡洋艦ドーセットシャーに警護されながら航行し、12月27日朝にボンベイに着いた。

### 第二次世界大戦後
第二次世界大戦後しばらくのうちはとくに事件などもなく順調な経歴を残した。大戦によって就航が遅れていた、ニューヨーク－ル・アーヴル（フランス）－ブレーマーハーフェン（ドイツ）－コーヴ（アイルランド）を結ぶ航路に就いた。当時の多くのアメリカ人にとって、アメリカ号はもっとも壮麗で、しばらく後に就航するユナイテッド・ステーツ号のような奇抜さや堅苦しさもなかったことから、非常に好まれた。
そのユナイテッド・ステーツ号が1952年に就航すると、アメリカを代表する蒸気船としての地位を奪われることになった。大きさの割りに船足が遅かったため、キュナード・ライン社のクイーン・メリー号やクイーン・エリザベス号とともに航行することも避けられるようになった。しかしなお、アメリカ号は人々に愛された。

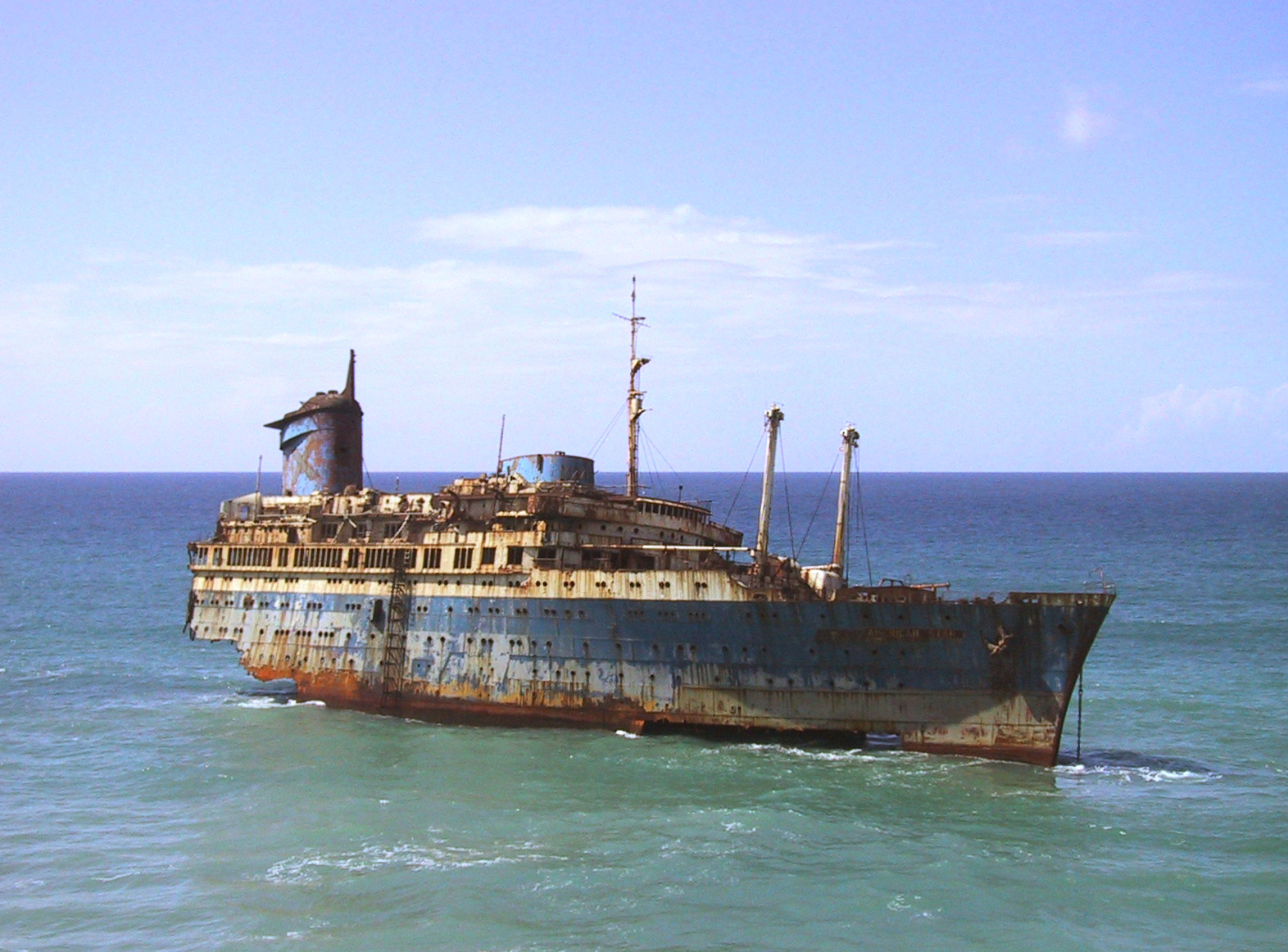
フエルテベントゥラ島に放置されていたアメリカの残骸

1964年にギリシャのチャンドリス・ラインズ社に売却され空調設備やシャワー・トイレの増設などの改装を行い「オーストラリス」（AUSTRALIS）としてイギリス - ギリシャ - オーストラリア - ニュージーランドの航路で運航されたものの、老朽化から1980年代には退役。1993年にプーケット島へ洋上ホテルとして改装するために回航中、大西洋上で難破しカナリア諸島・フエルテベントゥラ島に漂着。そのまま放棄され、2007年までに船体は崩壊、沈没した。